# François Lavigne
 (septembre 2016).
Si vous disposez d'ouvrages ou d'articles de référence ou si vous connaissez des sites web de qualité traitant du thème abordé ici, merci de compléter l'article en donnant les références utiles à sa vérifiabilité et en les liant à la section « Notes et références ».
 (avril 2022).
La mise en forme du texte ne suit pas les recommandations de Wikipédia : il faut le « wikifier ».
Les points d'amélioration suivants sont les cas les plus fréquents :
- Les titres sont pré-formatés par le logiciel. Ils ne sont ni en capitales, ni en gras.
- Le texte ne doit pas être écrit en capitales (les noms de famille non plus), ni en gras, ni en italique, ni en « petit »…
- Le gras n'est utilisé que pour surligner le titre de l'article dans l'introduction, une seule fois.
- L'italique est rarement utilisé : mots en langue étrangère, titres d'œuvres, noms de bateaux, etc.
- Les citations ne sont pas en italique mais en corps de texte normal. Elles sont entourées par des guillemets français : « et ».
- Les listes à puces sont à éviter, des paragraphes rédigés étant largement préférés. Les tableaux sont à réserver à la présentation de données structurées (résultats, etc.).
- Les appels de note de bas de page (petits chiffres en exposant, introduits par l'outil «  Source ») sont à placer entre la fin de phrase et le point final[comme ça].
- Les liens internes (vers d'autres articles de Wikipédia) sont à choisir avec parcimonie. Créez des liens vers des articles approfondissant le sujet. Les termes génériques sans rapport avec le sujet sont à éviter, ainsi que les répétitions de liens vers un même terme.
- Les liens externes sont à placer uniquement dans une section « Liens externes », à la fin de l'article. Ces liens sont à choisir avec parcimonie suivant les règles définies. Si un lien sert de source à l'article, son insertion dans le texte est à faire par les notes de bas de page.
- La présentation des références doit suivre les conventions bibliographiques. Il est recommandé d'utiliser les modèles {{Ouvrage}}, {{Chapitre}}, {{Article}}, {{Lien web}} et/ou {{Bibliographie}}. Le mode d'édition visuel peut mettre en forme automatiquement les références.
- Insérer une infobox (cadre d'informations à droite) n'est pas obligatoire pour parachever la mise en page.

Pour une aide détaillée, merci de consulter Aide:Wikification.
Si vous pensez que ces points ont été résolus, vous pouvez retirer ce bandeau et améliorer la mise en forme d'un autre article.
Pour les articles homonymes, voir Lavigne.
François Lavigne (1942 à Montréal - 2001 à Vancouver) était un joueur de quilles canadien.

## Biographie
Il fut le cinquième d'une famille de cinq enfants. Il est issu de l'union d'Alphée Lavigne et d'Eugénie Chevrier. Il était le petit-fils d'Alphonse Lavigne et d'Emma Daigneault. De plus, François Lavigne a comme ancêtre lointain Étienne Tessier (dit Lavigne) né en 1569 dans la région Maine-et-Loire en France. Le fils d'Étienne Tessier, Arthur Tessier (~1595 - ~1660) a épousé Jeanne Mesme (1600- 1648).
La conjointe de François Lavigne fut Claudette Guilbault de 1963 à 1981.
En 1957, à l'âge de 15 ans, il commence à s'intéresser aux quilles, sport relativement méconnu à l'époque. Lavigne gravit rapidement les échelons de ce sport jusqu'à devenir un quilleur de tout premier plan. Du même coup, il est devenu une vedette de la télévision de Radio-Canada, à l'émission L'Heure des quilles et Télé Quilles à Télé Métropole.
Durant 25 ans, cet as des quilles gagne un tournoi sur deux, finissant toujours dans les cinq premiers. Ce qui constitue un exploit remarquable qui n'a pas été égalé à ce jour.[réf. souhaitée]
Avec un style unique, Lavigne devient rapidement champion aux quilles, et ce tant aux petites quilles, qu'aux grosses quilles.
Il a côtoyé de grands joueurs comme Chuck Alguire, Fernand Martin, André Morissette (1942-2015), André Wilkie, les jumeaux Guy et Gaby Bolduc et bien d'autres quilleurs.
L'Heure des quilles, Télé-Quilles et Three Star Bowling furent trois émissions de télévision suivies quotidiennement par des milliers d'amateurs passionnés. Ces émissions ont eu un impact important sur le développement de ce sport : de nombreux salons de quilles ont été créés à travers le Québec, mais aussi à travers le Canada tout entier.
François Lavigne a aussi détenu longtemps le record du nombre de parties parfaites de 300 points sur 10 carreaux.[réf. nécessaire]
Lavigne était aussi un as pour abattre les quilles lors de réserve (positionnement de x quilles dans le triangle, le tout avec un niveau de difficulté variable). Ainsi, grâce à sa maîtrise hors pair de son sport, François Lavigne accumula de nombreux prix en argent, mais aussi plusieurs trophées pendant ses 25 années de carrière tant au Québec, que dans le reste du Canada.[réf. nécessaire]
Il demeure encore aujourd'hui le seul joueur à avoir remporté, en compétition, une partie parfaite aux petites, aux grosses et aux cinq quilles, un exploit jamais égalé.[réf. nécessaire]
Lavigne est demeuré dans le peloton des cinq meilleurs joueurs de l'histoire du Canada de 1957 à 1981[réf. nécessaire].
En 1973, François Lavigne quitte le Québec pour aller s'installer à Vancouver en Colombie-Britannique et travailler pendant quelques années à Poste Canada et dans une quincaillerie. En 1981, François Lavigne décide de tirer sa révérence du monde des quilles.
François Lavigne quitte les quilles à cause d'une part de ses problèmes de genoux et d'autre part de ses problèmes cardiaques. De 1981 à 2001, après un divorce François Lavigne a vécu dans la solitude à Vancouver, loin des siens et de sa passion pour les quilles.
Malgré une tentative de retour à la compétition le 11 septembre 2001, une attaque cardiaque vint le surprendre le 9 septembre. Elle lui sera fatale.
La dépouille mortelle de François Lavigne fut transportée à Montréal. Son ex-conjointe et ses proches se sont réunis à L'Église Notre-Dame-du-Rosaire dans la ville de Montréal pour lui rendre un dernier hommage. François Lavigne fut inhumé dans le lot familial au cimetière Notre-Dame-des-Neiges à Montréal.